# 4798 Mercator
4798 Mercator (1989 SU1) là một tiểu hành tinh vành đai chính được phát hiện ngày 16 tháng 9 năm 1989 bởi E. W. Elst ở La Silla.